# 安雅·夏隆查
安雅·夏隆查（英語：Anya Chalotra，1996年7月21日—）是一名英國電視和舞台劇女演員。夏隆查的知名角色是在Netflix電視劇《獵魔士》中的溫格堡的葉妮芙（Yennefer of Vengerberg）。
夏隆查為英國和印度混血兒。她畢業於倫敦市政廳音樂及戲劇學院。